# Turdus pelios
O tordo-africano (Turdus pelios), também conhecido como tordo-da-guiné, é uma ave do género Turdus.

## Características
É um pássaro pouco comum e solitário, que ao ser visto foge para a mata. É comum encontrá-lo próximo de matas e áreas de cultivo. É semelhante ao seu parente mais comum, o tordo-oliváceo (Turdus olivaceus), mas o tordo-africano tem uma cor mais pálida, próxima do amarelo.